# Leipomeles albogrisea
Leipomeles albogrisea är en getingart som först beskrevs av Richards 1978.  Leipomeles albogrisea ingår i släktet Leipomeles och familjen getingar. Inga underarter finns listade i Catalogue of Life.